# Terra Nova (Star Trek: Enterprise)
„Terra Nova” (titlu original: „Terra Nova”) este al șaselea episod din primul sezon al serialului TV american științifico-fantastic Star Trek: Enterprise. A avut premiera la 24 octombrie 2001.
Episodul a fost regizat de LeVar Burton după un scenariu de Antoinette Stella bazat pe o poveste de Rick Berman și Brannon Braga.

## Prezentare
O veche colonie umană de pe planeta Terra Nova, dispărută în mod misterios cu 70 de ani înainte, face obiectul noii misiuni a navei Enterprise, care este trimisă în căutarea lor. 

## Actori ocazionali
- Erick Avari - Jamin
- Mary Carver - Nadet
- Brian Jacobs - Athan
- Greville Henwood - Akary